# Records de Slovaquie d'athlétisme

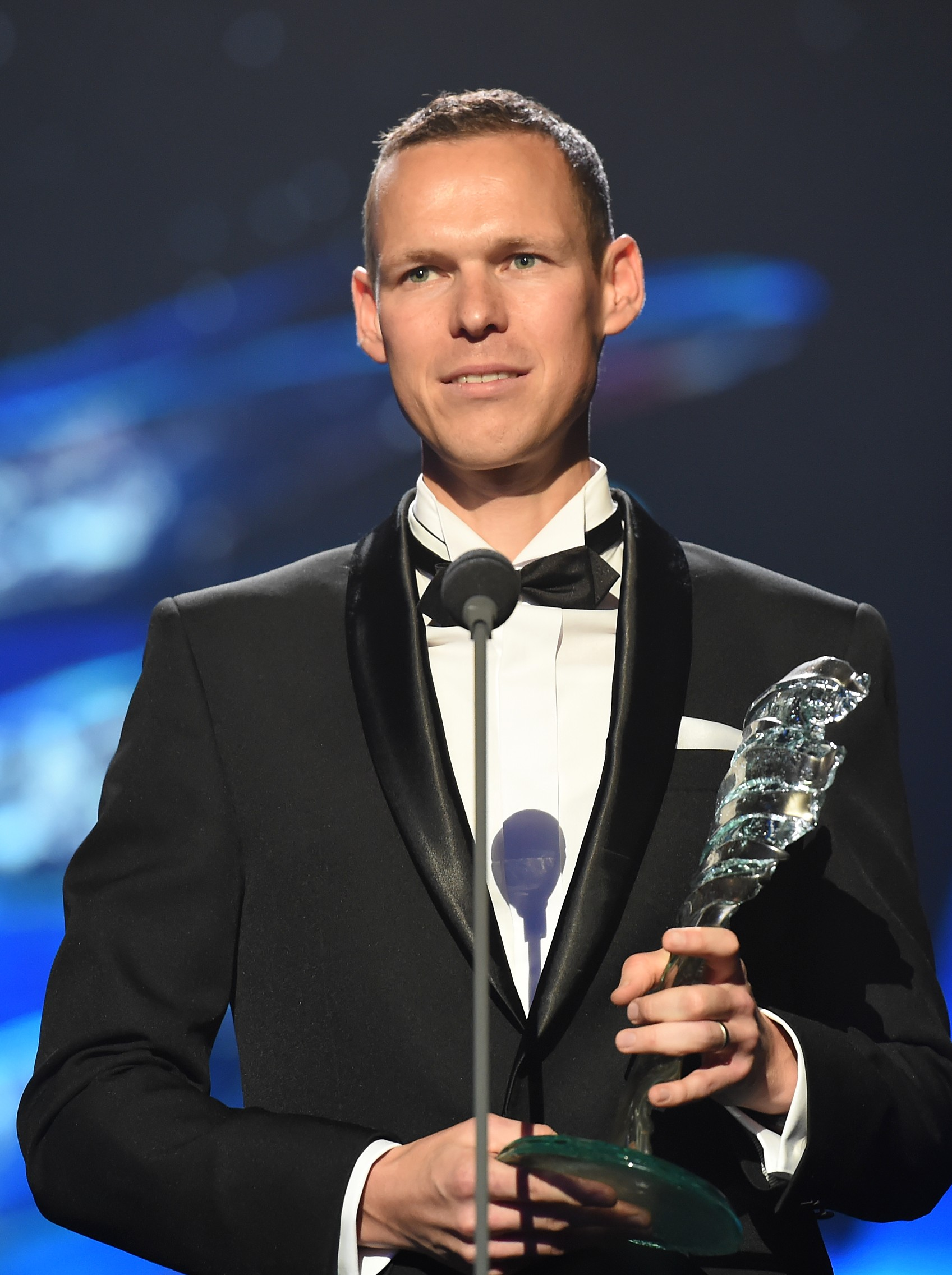
Matej Tóth, champion olympique à Rio.

Les records de Slovaquie d'athlétisme sont ceux suivis par la Fédération slovaque d'athlétisme.

## Hommes
| Épreuve                            | Record | Athlète                                                                  | Date                      | Meeting                             | Lieu              | Ref         |
| ---------------------------------- | --- | ------------------------------------------------------------------------ | ------------------------- | ----------------------------------- | ----------------- | ----------- |
| 60 mètres                          | 6 s 55 | Ján Volko                                                                | 21 février 2020           | Meeting de Madrid                   | Madrid            |             |
| 100 mètres                         | 10 s 13 (+ 1,1 m/s) 10 s 13 (+ 0,3 m/s) | Ján Volko                                                                | 29 juin 2018 16 août 2022 | P-T-S Meeting Championnats d'Europe | Šamorín Munich    | [ 1 ] [ 2 ] |
| 200 mètres                         | 20 s 24 (+ 1,6 m/s) | Ján Volko                                                                | 8 juillet 2018            | Championnats de Slovaquie           | Trnava            | [ 3 ]       |
| 200 mètres piste courte            | 20 s 97 | Ján Volko                                                                | 2 février 2023            | Czech Indoor Gala                   | Ostrava           |             |
| 400 mètres                         | 45 s 32 | Štefan Balošák                                                           | 27 juillet 1996           | Jeux olympiques                     | Atlanta           |             |
| 400 mètres piste courte            | 46 s 65 | Dušan Malovec                                                            | 6 mars 1983               |                                     | Budapest          |             |
| 800 mètres                         | 1 min 44 s 94 | Jozef Repčík                                                             | 12 juin 2008              | Golden Spike Ostrava                | Ostrava           |             |
| 800 mètres piste courte            | 1 min 47 s 06 | Jozef Repčík                                                             | 16 février 2008           |                                     | Birmingham        |             |
| 1 000 mètres                       | 2 min 17 s 76 | Jozef Repčík                                                             | 17 juin 2014              | Golden Spike Ostrava                | Ostrava           | [ 4 ]       |
| 1 000 mètres piste courte          | 2 min 19 s 15 | Jozef Repčík                                                             | 21 février 2008           |                                     | Stockholm         |             |
| 1 500 mètres                       | 3 min 39 s 41 | Jozef Lenčéš                                                             | 26 juin 1977              |                                     | Athènes           |             |
| 1 500 mètres                       | 3 min 39 s 4 (temps manuel) | Ivan Kováč                                                               | 30 mai 1974               |                                     | Bratislava        |             |
| 1 500 mètres piste courte          | 3 min 42 s 5 | Jozef Lenčéš                                                             | 2 mars 1977               |                                     | Bratislava        |             |
| Mile                               | 3 min 58 s 20 | Róbert Štefko                                                            | 7 juillet 1998            |                                     | Zagreb            |             |
| Mile piste courte                  | 4 min 3 s 2 | Ivan Kováč                                                               | 3 février 1973            |                                     | Berlin            |             |
| 3 000 mètres                       | 7 min 46 s 83 | Róbert Štefko                                                            | 14 juin 1997              |                                     | Sopot             |             |
| 3 000 mètres piste courte          | 7 min 54 s 59 | Miroslav Vanko                                                           | 17 février 2000           |                                     | Stockholm         |             |
| 5 000 mètres                       | 13 min 19 s 40 | Róbert Štefko                                                            | 1er juin 1995             |                                     | Saint-Denis       |             |
| 5 000 mètres piste courte          | 13 min 54 s 39 | Miroslav Vanko                                                           | 14 février 1999           |                                     | Birmingham        |             |
| 10 000 mètres                      | 27 min 42 s 98 | Róbert Štefko                                                            | 29 juin 1997              | Meeting BNP                         | Villeneuve-d'Ascq |             |
| 5 km (route)                       | 14 min 24 s | Peter Ďurec                                                              | 16 septembre 2023         |                                     | Prievidza         |             |
| 10 km (route)                      | 28 min 37 s | Miroslav Vanko                                                           | 19 mars 2005              |                                     | Dresde            |             |
| Heure                              | 19 836 m | Martin Vrábeľ                                                            | 25 septembre 1980         |                                     | Ostrava           |             |
| Semi-marathon                      | 1 h 01 min 51 s | Róbert Štefko                                                            | 3 novembre 1996           |                                     | Saint-Denis       | [ 5 ]       |
| Semi-marathon                      | 1 h 0 min 29 s | Róbert Štefko                                                            | 12 juin 2000              | Broloppet                           | Malmö             | [ 6 ]       |
| Marathon                           | 2 h 9 min 53 s | Róbert Štefko                                                            | 26 avril 1998             | Marathon de Londres                 | Londres           |             |
| 100 km                             | 7 h 4 min 32 s | Slavomír Lindvai                                                         | 11 septembre 2004         |                                     | Winschoten        |             |
| 60 m haies                         | 7 s 55 | Igor Kováč                                                               | 20 février 1999           |                                     | Prague            |             |
| 110 m haies                        | 13 s 13 (+ 1,6 m/s) | Igor Kováč                                                               | 7 juillet 1997            | DN Galan                            | Stockholm         |             |
| 400 m haies                        | 48 s 94 | Jozef Kucej                                                              | 21 juin 1989              |                                     | Prague            |             |
| 3 000 m steeple                    | 8 min 32 s 7 | Milan Slovák                                                             | 6 août 1978               |                                     | Banská Bystrica   |             |
| Saut en hauteur                    | 2,34 m | Róbert Ruffíni                                                           | 3 juillet 1988            |                                     | Prague            |             |
| Saut à la perche                   | 5,41 m | Rudolf Haraksim                                                          | 23 août 2003              |                                     | Fribourg          |             |
| Saut en longueur                   | 8,05 m (+1,6 m/s) | Róbert Széli                                                             | 6 juillet 1988            |                                     | Budapest          |             |
| Triple saut                        | 17,46 m (0,0 m/s) | Dmitrij Vaľukevič                                                        | 15 juin 2008              | Mémorial Znamensky                  | Joukovski         | [ 7 ]       |
| Lancer du poids                    | 21,57 m (i) | Mikuláš Konopka                                                          | 3 mars 2007               |                                     | Birmingham        |             |
| Lancer du disque                   | 67,20 m | Jaroslav Žitňanský                                                       | 18 août 2002              |                                     | Beveren           |             |
| Lancer du marteau                  | 81,81 m | Libor Charfreitag                                                        | 29 juin 2003              |                                     | Prague            |             |
| Lancer du javelot                  | 87,66 m | Jan Železný                                                              | 31 mai 1987               |                                     | Nitra             |             |
| Heptathlon piste courte            | 5 712 pts | Slaven Dizdarevič                                                        | 8 février 2009            |                                     | Prague            |             |
| Heptathlon piste courte            | 7 s 00 (60 m), 7,12 m (longueur), 14,86 m (poids), 1,93 m (hauteur), / 7 s 94 (60 m haies), 4,40 m (perche), 2 min 52 s 58 (1 000 m)                                                          |                                                                          |                           |                                     |                   |             |
| Décathlon                          | 7 799 pts | Peter Sóldos                                                             | 9–10 juin 2001            |                                     | Arles             |             |
| Décathlon                          | 11 s 03 (100 m), 7,22 m (longueur), 15,20 m (poids), 1,90 m (hauteur), 49 s 27 (400 m) / 14 s 60 (110 m haies), 46,54 m (disque), 4,55 m (perche), 57,73 m (javelot), 5 min 04 s 01 (1 500 m) |                                                                          |                           |                                     |                   |             |
| 5 000 m marche piste courte        | 18 min 27 s 80 | Jozef Pribilinec                                                         | 7 mars 1987               | Championnats du monde en salle      | Indianapolis      |             |
| 20 kilomètres marche               | 1 h 18 min 13 s | Pavol Blažek                                                             | 16 September 1990         |                                     | Hildesheim        |             |
| 35 kilomètres marche               | 2 h 30 min 34 s | Matej Tóth                                                               | 21 mars 2015              | Dudinska Patdesiatka                | Dudince           | [ 8 ]       |
| 50 kilomètres marche               | 3 h 34 min 38 s | Matej Tóth                                                               | 21 mars 2015              | Dudinska Patdesiatka                | Dudince           | [ 8 ]       |
| Relais 4 × 100 mètres              | 39 s 81 | Slovaquie Igor Kováč Marián Vanderka Ladislav Noskovič Martin Briňarský  | 1er juillet 2000          |                                     | Banská Bystrica   |             |
| Relais 4 × 200 mètres              | 1 min 27 s 17 | Slovaquie Igor Melich Marián Jošťák Ladislav Sedlák Martin Lopuchovský   | 30 avril 1994             |                                     | Košice            |             |
| Relais 4 × 200 mètres piste courte | 1 min 27 s 52 | Naša atletika Bratislava Filip Federič Tomáš Košík Jakub Benda Ján Volko | 26 février 2022           |                                     | Bratislava        |             |
| Relais 4 × 400 mètres              | 3 min 5 s 72 | Slovaquie Patrik Dömötör Martin Kučera Oliver Murcko Šimon Bujna         | 21 mai 2022               |                                     | Košice            | [ 9 ]       |
| Relais 4 × 400 mètres piste courte | 3 min 9 s 21 | Slovaquie Šimon Bujna Patrik Dömötör Miroslav Marček Mário Hanic         | 3 mars 2024               | Championnats du monde en salle      | Glasgow           |             |
| Relais 4 × 800 mètres              | 7 min 32 s 87 | Slovaquie Jozef Repčík Jozef Pelikán Dušan Páleník Tomas Timoransky      | 24 mai 2014               | Relais mondiaux                     | Nassau, Bahamas   | [ 10 ]      |

## Femmes
| Épreuve                            | Record | Athlète                                                                                        | Date               | Meeting                                  | Lieu                  | Ref    |
| ---------------------------------- | --- | ---------------------------------------------------------------------------------------------- | ------------------ | ---------------------------------------- | --------------------- | ------ |
| 60 mètres                          | 7 s 21 | Eva Murková                                                                                    | 9 février 1985     |                                          | Jablonec nad Nisou    |        |
| 100 mètres                         | 11 s 26 (+1,4 m/s) | Viktória Forster                                                                               | 20 juillet 2023    | P-T-S meeting                            | Banská Bystrica       | [ 11 ] |
| 200 mètres                         | 23 s 06 (+1,8 m/s) | Lucia Ivanová                                                                                  | 31 mai 2003        |                                          | Prague                |        |
| 200 mètres piste courte            | 23 s 47 | Lucia Ivanová                                                                                  | 14 mars 2003       | Championnats du monde en salle           | Birmingham            |        |
| 400 mètres                         | 51 s 98 | Jozefína Čerchlanová                                                                           | 27 juillet 1974    |                                          | Édimbourg             |        |
| 400 mètres piste courte            | 52 s 62 | Iveta Putalová                                                                                 | 15 février 2018    | Copernicus Cup                           | Toruń                 | [ 12 ] |
| 800 mètres                         | 1 min 58 s 22 | Gabriela Gajanová                                                                              | 4 août 2024        | Jeux olympiques                          | Saint-Denis           | [ 13 ] |
| 800 mètres piste courte            | 2 min 1 s 70 | Gabriela Gajanová                                                                              | 4 mars 2023        | Championnats d'Europe en salle           | Istanbul              | [ 14 ] |
| 1 000 mètres                       | 2 min 36 s 42 | Gabriela Gajanová                                                                              | 25 août 2024       | Mémorial Kamila Skolimowska              | Chorzów               | [ 15 ] |
| 1 000 mètres piste courte          | 2 min 39 s 74 | Lucia Klocová                                                                                  | 16 février 2003    |                                          | Bratislava            |        |
| 1 500 mètres                       | 4 min 02 s 99 | Lucia Klocová                                                                                  | 8 août 2012        | Jeux olympiques                          | Londres               | [ 16 ] |
| 1 500 mètres piste courte          | 4 min 19 s 49 | Andrea Sollárová                                                                               | 1er février 1992   |                                          | Vienne                |        |
| Mile                               | 4 min 40 s 96 | Andrea Sollárová                                                                               | 4 juin 1991        |                                          | Bratislava            |        |
| Mile piste courte                  | 4 min 41 s 56 | Andrea Sollárová                                                                               | 25 février 1993    |                                          | Los Angeles           |        |
| 3 000 mètres                       | 8 min 56 s 49 | Jana Bauckmannová                                                                              | 8 juillet 1986     |                                          | Cork                  |        |
| 3 000 mètres piste courte          | 9 min 19 s 17 | Ludmila Melicherová                                                                            | 3 mars 1985        | Championnats d'Europe en salle           | Le Pirée              |        |
| 5 000 mètres                       | 15 min 43 s 67 | Alena Močáriová                                                                                | 21 juin 1988       |                                          | Grudziądz             |        |
| 5 000 mètres piste courte          | 16 min 52 s 6 | Silvia Pajanová                                                                                | 22 février 1984    |                                          | Bratislava            |        |
| 10 000 mètres                      | 32 min 47 s 24 | Ludmila Melicherová                                                                            | 30 août 1986       | Championnats d'Europe                    | Stuttgart             |        |
| 5 km                               | 16 min 9 s | Alena Močáriová                                                                                | 9 juin 1991        |                                          | Berne                 |        |
| 10 km                              | 33 min 48 s | Ľudmila Melicherová                                                                            | 30 septembre 1984  |                                          | Frydek-Mistek         |        |
| Heure                              | 16 688 m | Dana Janečková                                                                                 | 4 octobre 2003     |                                          | Hodonín               |        |
| Semi-marathon                      | 1 h 12 min 53 s | Ludmila Melicherová                                                                            | 11 février 1994    |                                          | Paris                 |        |
| Semi-marathon                      | 1 h 12 min 50 s | Anna Baloghová                                                                                 | 16 octobre 1994    |                                          | Haarlem               | [ 17 ] |
| Marathon                           | 2 h 33 min 19 s | Ludmila Melicherová                                                                            | 22 avril 1990      | Marathon de Vienne                       | Vienne                |        |
| 100 km                             | 7 h 33 min 2 s | Anna Balošáková                                                                                | 15 mai 1999        |                                          | Chavagnes-en-Paillers |        |
| 60 mètres haies                    | 8 s 03 | Viktória Forster                                                                               | 19 février 2023    | Championnats de Slovaquie en salle       | Bratislava            | [ 18 ] |
| 100 mètres haies                   | 12 s 72 (+1,0 m/s) | Viktória Forster                                                                               | 4 août 2023        | Universiades                             | Chengdu               | [ 19 ] |
| 400 mètres haies                   | 54 s 28 | Emma Zapletalová                                                                               | 10 juillet 2021    | Championnats d'Europe espoirs            | Tallinn               | [ 20 ] |
| 3 000 mètres steeple               | 10 min 34 s 02 | Kristína Protičová                                                                             | 29 mai 2004        |                                          | Louisville            |        |
| Saut en hauteur                    | 1,96 m (i) | Mária Melová                                                                                   | 12 février 1997    |                                          | Banská Bystrica       |        |
| Saut à la perche                   | 4,12 m | Slavomíra Sľúková                                                                              | 2 février 2008     |                                          | Budapest              |        |
| Saut en longueur                   | 7,01 m (-0,2 m/s) | Eva Murková                                                                                    | 26 mai 1984        |                                          | Bratislava            |        |
| Triple saut                        | 14,51 m (+1,3 m/s) | Dana Velďáková                                                                                 | 11 mai 2008        |                                          | Pavie                 |        |
| Lancer du poids                    | 16,96 m | Gabriela Hanuláková                                                                            | 14 juillet 1985    |                                          | Bratislava            |        |
| Lancer du disque                   | 64,00 m | Gabriela Hanuláková                                                                            | 26 août 1984       |                                          | Nitra                 |        |
| Lancer du marteau                  | 76,90 m | Martina Hrašnová                                                                               | 16 mai 2009        |                                          | Trnava                |        |
| Lancer du javelot                  | 53,07 m | Eva Krajčoviecová                                                                              | 5 juin 1999        | Coupe d'Europe des nations Second League | Pula                  |        |
| Pentathlon piste courte            | 4 488 pts | Lucia Vadlejch                                                                                 | 17-18 janvier 2020 |                                          | Ostrava               |        |
| Pentathlon piste courte            | 8 s 54 (60 m haies), 1,81 m (hauteur), 11,32 m (poids), 6,44 m (+1,6 m/s) (longueur), 2 min 15 s 56 (800 m)                                                              |                                                                                                |                    |                                          |                       |        |
| Heptathlon                         | 6 103 pts | Lucia Vadlejch                                                                                 | 17-18 juin 2017    | TNT Express Meeting                      | Kladno                | [ 21 ] |
| Heptathlon                         | 13 s 97 (+1,3 m/s) (100 m haies), 1,77 m (hauteur), 11,08 m (poids), 24 s 30 (+2,3 m/s) (200 m),/ 6,31 m (+1,6 m/s) (longueur), 43,81 m (javelot), 2 min 11 s 71 (800 m) |                                                                                                |                    |                                          |                       |        |
| 3 000 m marche piste courte        | 12 min 34 s 31 | Zuzana Zemková                                                                                 | 5 février 1993     |                                          | Budapest              |        |
| 20 kilomètres marche               | 1 h 30 min 53 s | Mária Gáliková                                                                                 | 9 avril 2016       |                                          | Podébrady             | [ 22 ] |
| 35 kilomètres marche               | 2 h 49 min 50 s | Mária Czaková                                                                                  | 26 octobre 2024    |                                          | Zittau                |        |
| 50 kilomètres marche               | 4 h 14 min 25 s | Mária Czaková                                                                                  | 24 mars 2018       |                                          | Dudince               | [ 23 ] |
| Relais 4 × 100 mètres              | 44 s 65 | Slovaquie Vladimíra Šibová Lenka Kršáková Iveta Putalová Alexandra Bezeková                    | 4 juin 2016        |                                          | Šamorín               | [ 24 ] |
| Relais 4 × 200 mètres piste courte | 1 min 39 s 44 | Slovaquie Sára Polyáková Monika Weigertová Alexandra Štuková Iveta Putalová                    | 22 février 2015    |                                          | Bratislava            |        |
| Relais 4 × 400 mètres              | 3 min 31 s 66 | Slovaquie Silvia Salvogicová Alexandra Stuková Alexandra Bezeková Iveta Putalová               | 9 juillet 2016     | Championnats d'Europe                    | Amsterdam             | [ 25 ] |
| Relais 4 × 400 mètres piste courte | 3 min 50 s 81 | Spartak Dubnica n. Váh. Andrea Holleyová Lucia Mokrášová Viktória Záhradníčková Eva Slaničková | 23 février 2020    |                                          | Bratislava            |        |